# Atletica leggera ai II Giochi olimpici giovanili estivi - 3000 metri piani femminili
Ai II Giochi olimpici giovanili estivi, che si sono tenuti a Nanchino nel 2014, la competizione dei 3000 metri piani femminili si è svolta il 20 (batterie di qualificazione) e il 24 agosto (finali) presso l'Olympic Sports Centre.

## L'eccellenza mondiale
| Primatista mondiale allievo      | 8'36"45 m | Ma Ningning            |
| Campione olimpico giovanile 2010 | 9'13"58 m | Gladys Chesir          |
| Campione mondiale allievo 2013   | 8'58"74 m | Lilian Kasait Rengeruk |

## Risultati

### Batteria
Si qualificano alla finale A le prime dieci atlete (QA), mentre le altre prenderanno parte alla finale B.

L'unica batteria si è corsa alle 18:32 di mercoledì 20 agosto 2014.
| Pos. | Atleta                   | Nazionalità  | Tempo    | Note |
| ---- | ------------------------ | ------------ | -------- | ---- |
| 1    | Fatuma Jawaro Chebsi     | Bahrein      | 9'06"87  | QA   |
| 2    | Berhan Demiesa           | Etiopia      | 9'07"05  | QA   |
| 3    | Cavaline Nahimana        | Burundi      | 9'07"23  | QA   |
| 4    | Nozomi Musembi Takamatsu | Giappone     | 9'08"01  | QA   |
| 5    | Jackline Chepkoech       | Kenya        | 9'08"54  | QA   |
| 6    | Alina Reh                | Germania     | 9'08"70  | QA   |
| 7    | Janat Chemusto           | Uganda       | 9'10"74  | QA   |
| 8    | Behafeta Hadiyes         | Azerbaigian  | 9'14"06  | QA   |
| 9    | Maria Magdalena Ifteni   | Romania      | 9'15"00  | QA   |
| 10   | Simret Weldeghabr        | Eritrea      | 9'34"73  | QA   |
| 11   | Enlitha Ncube            | Zimbabwe     | 9'44"24  | qB   |
| 12   | Soukaina Belil           | Marocco      | 9'45"70  | qB   |
| 13   | Tsepang Sello            | Lesotho      | 10'08"03 | qB   |
| 14   | Noura Kherroubi          | Algeria      | 10'08"86 | qB   |
| 15   | Mekhrangez Nazarova      | Tagikistan   | 10'11"06 | qB   |
| 16   | Judith Huaman            | Perù         | 10'26"57 | qB   |
| 17   | Nalicy Chirwa            | Malawi       | 10'34"27 | qB   |
| 18   | Carine Wiysenyuy         | Camerun      | 10'34"86 | qB   |
| 19   | Inesse Kazadi Tshinguta  | RD del Congo | 10'53"66 | qB   |
| 20   | Sangita Khadka           | Nepal        | 11'16"29 | qB   |